# 看護記録
看護記録（かんごきろく）とは、看護師が行う看護活動を記録したもの。内容は看護過程に順ずる場合が多い。
看護記録は対象者にとって質の保たれた看護を提供し、実施した看護を評価する材料とするために行う。また、診療報酬の算定に使われる。
また、医療法によって2年間の保存が義務付けられている。

## 記録方法
- POS（問題志向型看護記録）

基礎データ、問題リスト、看護診断・計画、経過記録、看護サマリー（要約）、監査の6段階に分けて記載する方法。
- SOAP

S（Subjective Data）として主観的情報を、O（Objective Data）として客観的情報を書き、さらにA（Assessment）としてアセスメント、P（Plan）として今後の計画を立てる方法。
- 経時的経過記録

把握した情報、行った看護、その結果を経時的に記載する方法。